# Mittois
Mittois est une ancienne commune française, située dans le département du Calvados en région Normandie, devenue le 1er janvier 2017 une commune déléguée au sein de la commune nouvelle de Saint-Pierre-en-Auge.
Elle est peuplée de 128 habitants.

## Toponymie
Le nom de la localité est attesté sous les formes Mitois en 1180; Sanctus Gervasius de Mitoys en 1281; Mittois au XIVe siècle; Mithois en 1585; Mitois en 1723; Mitoye en 1758; Mittoys au XVIIIe siècle (Cassini).

## Histoire
Le 1er janvier 2017, Mittois intègre avec douze autres communes la commune de Saint-Pierre-en-Auge créée sous le régime juridique des communes nouvelles instauré par la loi no 2010-1563 du 16 décembre 2010 de réforme des collectivités territoriales. Les communes de Boissey, Bretteville-sur-Dives, Hiéville, Mittois, Montviette, L'Oudon, Ouville-la-Bien-Tournée, Sainte-Marguerite-de-Viette, Saint-Georges-en-Auge, Saint-Pierre-sur-Dives, Thiéville, Vaudeloges et Vieux-Pont-en-Auge deviennent des communes déléguées et Saint-Pierre-sur-Dives est le chef-lieu de la commune nouvelle.

## Politique et administration

### Liste des maires
| Période                                  | Période              | Identité         | Étiquette | Qualité                                                    |
| ---------------------------------------- | -------------------- | ---------------- | --------- | ---------------------------------------------------------- |
| Les données manquantes sont à compléter. |                      |                  |           |                                                            |
| ?                                        | 1929                 | Charles Moutier  |           |                                                            |
| novembre 1929                            | après 1938           | Alexandre Buquet |           | Industriel laitier, nommé conseiller départemental en 1943 |
|                                          |                      |                  |           |                                                            |
| avant 1954                               | janvier 1970 (décès) | Hubert Moutier   |           | Chevalier de la Légion d'honneur (1955)                    |
| février 1970                             | mars 2001            | André Madeline   |           | Agriculteur retraité                                       |
| mars 2001                                | mars 2008            | Françoise Malet  |           |                                                            |
| mars 2008                                | décembre 2016        | Denis Dubois     | SE        | Agriculteur                                                |

### Liste des maires délégués
| Période      | Période      | Identité          | Étiquette | Qualité                    |
| ------------ | ------------ | ----------------- | --------- | -------------------------- |
| janvier 2017 | juillet 2020 | Denis Dubois      | SE        | Agriculteur                |
| juillet 2020 | En cours     | Brigitte Madeline | SE        | Ancienne cadre commerciale |

## Démographie
L'évolution du nombre d'habitants est connue à travers les recensements de la population effectués dans la commune depuis 1793. À partir du 1er janvier 2009, les populations légales des communes sont publiées annuellement dans le cadre d'un recensement qui repose désormais sur une collecte d'information annuelle, concernant successivement tous les territoires communaux au cours d'une période de cinq ans. 
Pour les communes de moins de 10 000 habitants, une enquête de recensement portant sur toute la population est réalisée tous les cinq ans, les populations légales des années intermédiaires étant quant à elles estimées par interpolation ou extrapolation. Pour la commune, le premier recensement exhaustif entrant dans le cadre du nouveau dispositif a été réalisé en 2006,.
En 2021, la commune comptait 128 habitants, en évolution de −11,11 % par rapport à 2015 (Calvados : +1,58 %, France hors Mayotte : +2,49 %).
| 1793 | 1800 | 1806 | 1821 | 1831 | 1836 | 1841 | 1846 | 1851 |
| ---- | ---- | ---- | ---- | ---- | ---- | ---- | ---- | ---- |
| 186  | 186  | 209  | 208  | 209  | 201  | 209  | 208  | 193  |

| 1856 | 1861 | 1866 | 1872 | 1876 | 1881 | 1886 | 1891 | 1896 |
| ---- | ---- | ---- | ---- | ---- | ---- | ---- | ---- | ---- |
| 180  | 202  | 179  | 176  | 181  | 196  | 193  | 189  | 194  |

| 1901 | 1906 | 1911 | 1921 | 1926 | 1931 | 1936 | 1946 | 1954 |
| ---- | ---- | ---- | ---- | ---- | ---- | ---- | ---- | ---- |
| 174  | 171  | 169  | 143  | 140  | 183  | 175  | 177  | 177  |

| 1962 | 1968 | 1975 | 1982 | 1990 | 1999 | 2006 | 2011 | 2016 |
| ---- | ---- | ---- | ---- | ---- | ---- | ---- | ---- | ---- |
| 169  | 196  | 174  | 175  | 173  | 156  | 167  | 164  | 137  |

| 2019 | - | - | - | - | - | - | - | - |
| ---- | - | - | - | - | - | - | - | - |
| 130  | - | - | - | - | - | - | - | - |

## Lieux et monuments
- Église Saint-Gervais-et-Saint-Protais, des XIIe et XIIIe siècles.

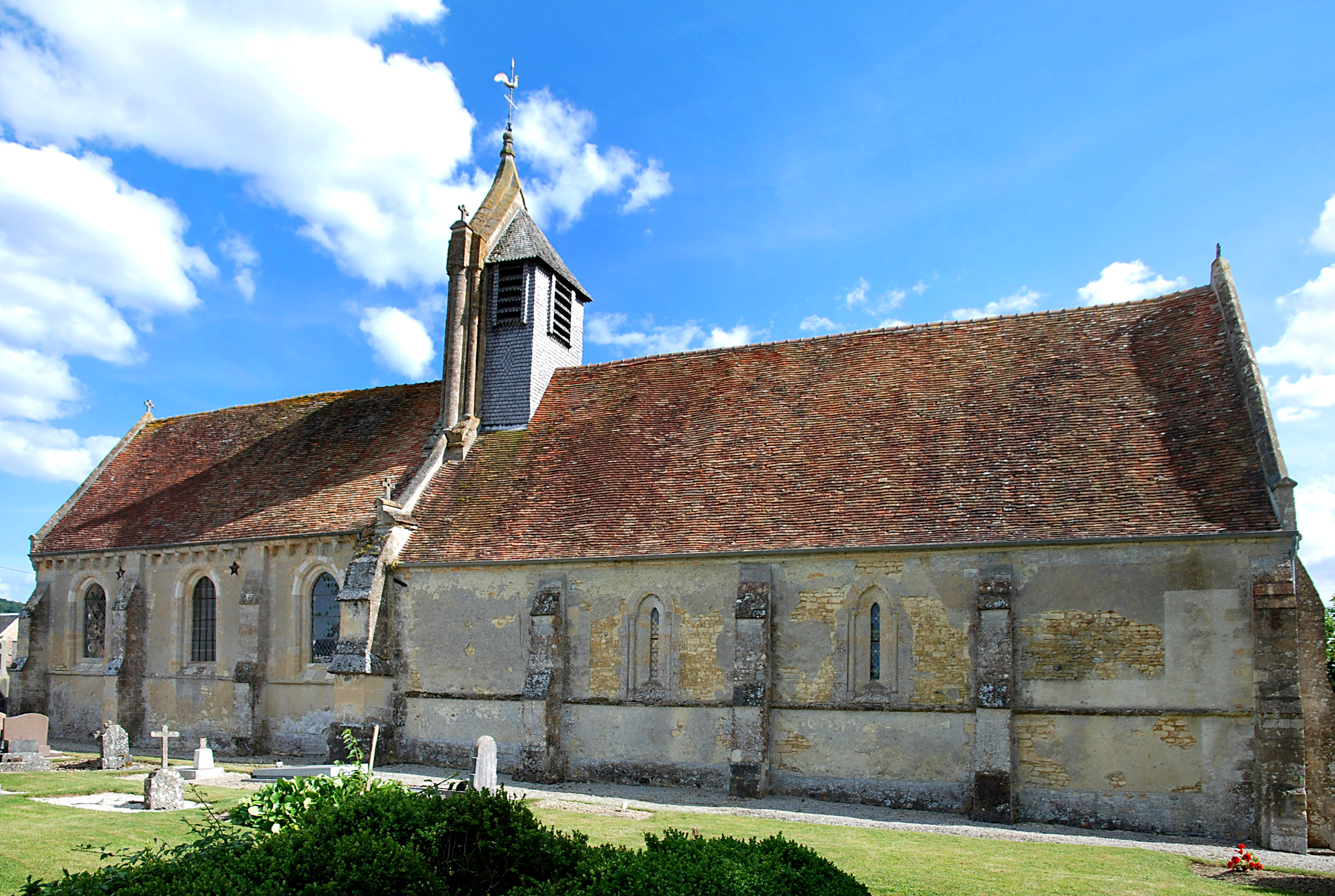
L'église Saint-Gervais-et-Saint-Protais.
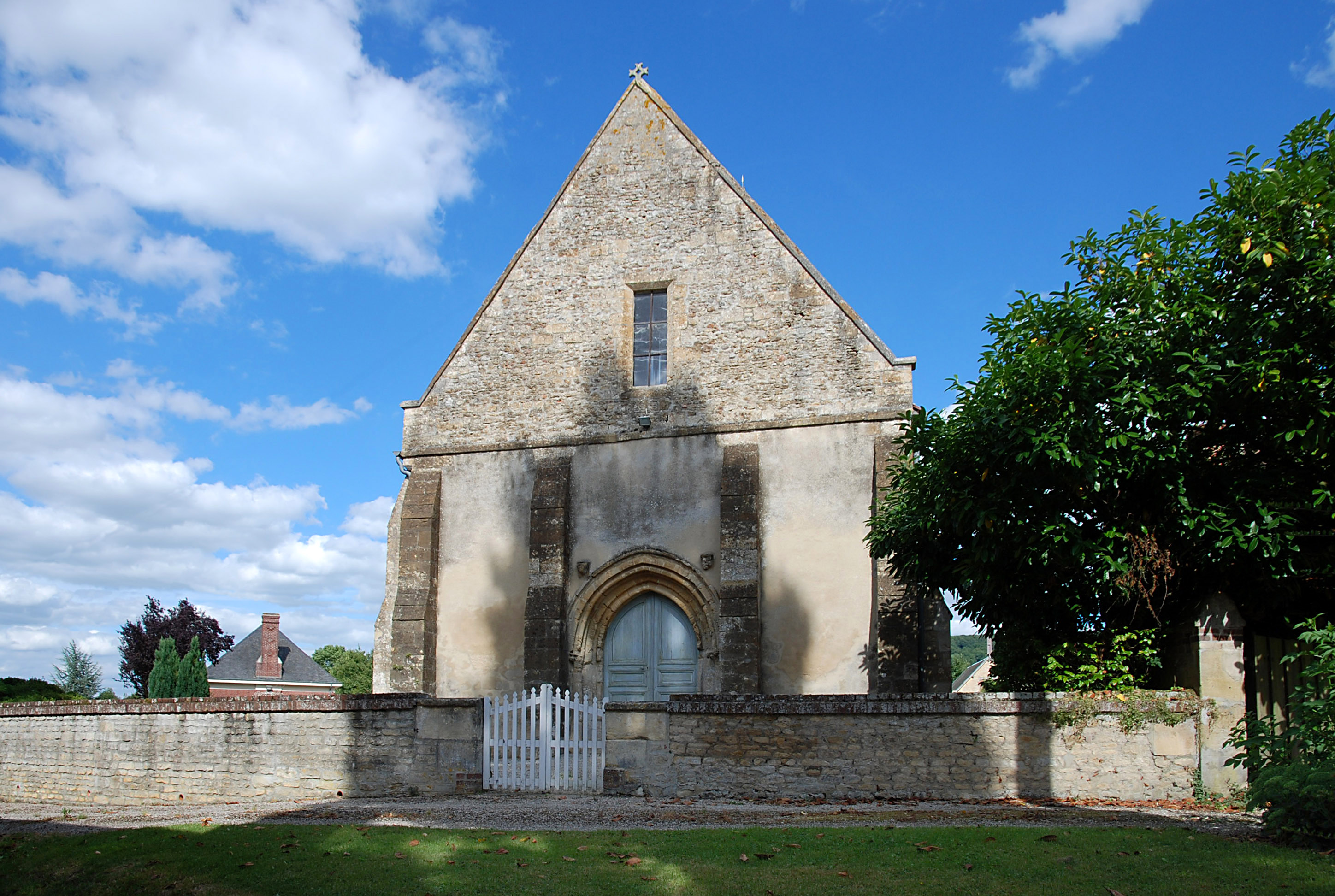
L'église Saint-Gervais-et-Saint-Protais.